# Odd Lundberg
Odd Harald Lundberg, född 3 oktober 1917 i Brandbu, död 8 mars 1983 i Oslo, var en norsk skridskoåkare.
Lundberg blev olympisk silvermedaljör på 5 000 meter vid vinterspelen 1948 i Sankt Moritz.